# Plaisir, Yvelines
Plaisir, IFA:/ple.ziʁ/, vars namn betyder glädje, är en kommun i departementet Yvelines i regionen Île-de-France i norra Frankrike. Kommunen ligger i kantonen Plaisir som tillhör arrondissementet Versailles. År 2022 hade Plaisir 31 971 invånare.
Plaisir är en förort belägen väster om Paris, cirka 30 kilometer från Porte d'Auteuil och 13 kilometer väster om Versailles, på Versaillesslätten. Hälften av kommunens yta består av skog och odlad jord.

## Befolkningsutveckling
Antalet invånare i kommunen Plaisir
| Referens: INSEE |